# Paolo Quagliati
Paolo Quagliati, né vers 1555 à Chioggia en Vénétie et mort le 16 novembre 1628 à Rome, est un compositeur et organiste italien.

## Biographie
Après une formation musicale probablement reçue à Venise, Paolo Quagliati se rend vers 1574 à Rome, où il est engagé comme organiste dans diverses églises, notamment à partir de 1601 à la basilique Sainte-Marie-Majeure. En 1600, il est engagé par Alessandro Ludovisi, élu pape Grégoire XV en 1616, qui lui confère le titre de protonotaire apostolique.

## Œuvres
Paolo Quagliati composa un grand nombre de pièces religieuses et instrumentales. On trouve parmi ses publications, dont les premières sont documentées pour l'année 1585, des motets (jusqu'à huit voix), des canzonettes concertato, des madrigaux et des ricercars et canzonas instrumentales.
Parmi ses œuvres musicalement et historiquement les plus intéressantes, on cite La sfera armoniosa (Rome, 1623), qui comprend pas moins de 25 sections différentes. On y trouve des passages de solistes et des duos de chant, tous accompagnés de violons, et dont la majeure partie relève du style concertato originaire de l'Italie du nord. Cette œuvre avait été composée pour le mariage d'Isabella Gesualdo, nièce du pape et fille du compositeur et prince Carlo Gesualdo.

## Discographie
- Paolo Quagliati, Toccata, Ricercari e canzoni, par Aaron Edward Carpenè, au clavecin et à l'orgue. Réf. : Tactus TC.551701
- Partitions gratuites de Paolo Quagliati dans le Werner Icking Music Archive (WIMA)